# Kingdom Hearts (spelserie)
Kingdom Hearts (キングダム ハーツ Kingudamu Hātsu?) är en datorspelsserie utvecklad och utgiven av Square Enix. Spelserien är en samarbete mellan Square Enix och Disney.
Oktober 2013 hade spelserien sålt 20 miljoner exemplar världen över.

## Spel
| Titel                                  | Konsol(er)              | Utgivningsår |
| -------------------------------------- | ----------------------- | ------------ |
| Kingdom Hearts                         | Playstation 2           | 2002         |
| Kingdom Hearts: Chain of Memories      | Gameboy Advance         | 2004         |
| Kingdom Hearts II                      | Playstation 2           | 2005         |
| Kingdom Hearts Re:Chain of Memories    | Playstation 2           | 2007         |
| Kingdom Hearts coded                   | Mobil                   | 2008         |
| Kingdom Hearts 358/2 Days              | Nintendo DS             | 2009         |
| Kingdom Hearts Birth by Sleep          | Playstation Portable    | 2010         |
| Kingdom Hearts Re:coded                | Nintendo DS             | 2011         |
| Kingdom Hearts 3D: Dream Drop Distance | Nintendo 3DS            | 2012         |
| Kingdom Hearts HD 1.5 Remix            | Playstation 3           | 2013         |
| Kingdom Hearts HD 2.5 Remix            | Playstation 3           | 2014         |
| Kingdom Hearts unchained X             | Android, IOS            | 2016         |
| Kingdom Hearts HD 2.8 Remix            | Playstation 4           | 2017         |
| Kingdom Hearts HD 1.5 + 2.5 Remix      | Playstation 4           | 2017         |
| Kingdom Hearts III                     | Playstation 4, Xbox One | 2019         |

## Mottagande
| Spel                                         | GameRankings | Metacritic |
| Kingdom Hearts                               | 86,40 %      | 85/100     |
| Kingdom Hearts: Chain of Memories            | 77,59 %      | 76/100     |
| Kingdom Hearts II                            | 87,46 %      | 87/100     |
| Kingdom Hearts Re:Chain of Memories          | 70,60 %      | 68/100     |
| Kingdom Hearts 358/2 Days                    | 76,74 %      | 75/100     |
| Kingdom Hearts Birth by Sleep                | 82,13 %      | 82/100     |
| Kingdom Hearts Re:coded                      | 70,18 %      | 66/100     |
| Kingdom Hearts 3D: Dream Drop Distance       | 78,70 %      | 75/100     |
| Kingdom Hearts HD 1.5 Remix                  | 80,43 %      | 77/100     |
| Kingdom Hearts HD 2.5 Remix                  | 82,88 %      | 81/100     |
| Kingdom Hearts Unchained χ                   | 73,33 %      | 70/100     |
| Kingdom Hearts HD 2.8 Final Chapter Prologue | 77,35 %      | 78/100     |
| Kingdom Hearts HD 1.5 + 2.5 Remix            | 84,41 %      | 84/100     |
| Kingdom Hearts III                           | 85,39 %      | 86/100     |